# Phosphila miscellus
Phosphila miscellus là một loài bướm đêm trong họ Noctuidae.